# Nystagmus (biologie)
Nystagmus is het onwillekeurig bewegen van de ogen als reactie op bewegingen van het hoofd ten opzichte van hetgeen waargenomen wordt. Het bestaat uit een langzame draaiing van de ogen in de ene richting gevolgd door een snelle beweging in de tegenovergestelde richting. De ogen fixeren daarbij een punt in de omgeving, volgen dat en springen dan terug en fixeren een nieuw punt in de omgeving enz.
Er worden twee typen nystagmus onderscheiden; optokinetische en vestibulaire.
Optokinetische nystagmus treedt op als bewegende voorwerpen worden waargenomen. Bijvoorbeeld kijken vanuit een rijdende trein. Hierbij volgen de ogen het voorbijtrekkende beeld gevolgd door een snelle beweging terug. 
Vestibulaire nystagmus (of de vestibulo-oculaire reflex) treedt op als gevolg van een draaiing van het hoofd. Hierbij gaan de langzame oogbewegingen in de richting van de stroming van de endolymfe in de halfcirkelvormige kanalen van het evenwichtsorgaan, gevolgd door een snelle beweging terug.
Nystagmus is tevens een bijwerking van MDMA.